# Лобода Стефанія Матвіївна
Стефа́нія Матві́ївна Лобода́ (рос. Стефания Матвеевна Лобода; нар. 1827, Київська губернія — пом. 27 січня (8 лютого) 1887, Санкт-Петербург) — російська письменниця польського походження родом з України. Дружина Віктора Васильовича Лободи. Псевдонім — С. Крапивіна.

## Біографія
Стефанія Лобода (до шлюбу Пашковська) походила з польської поміщицької родини. Наприкінці 1850-х — на початку 1860-х років мешкала в Полтаві, брала активну участь у літературно-громадському житті міста. Від 1871 року жила в Санкт-Петербурзі.

## Творчість
У творчості Лободи домінувала українська тематика. Виступала в російській пресі (журналах «Пчела», «Нева», «Семейные вечера» та ін.) з повістями, оповіданнями, нарисами: «Щоденник княгині Хмурової» (1875), « Мовчальник» (1875), «Ластівчине горе» (1878), «Діонисія Федорівна» (1880), «Зневага. З малоросійського побуту».
Залишила спогади «Кілька слів про Тараса Шевченка» («Пчела», 1875, № 42; записані зі слів її сестри Варвари Пашковської  в Києві), «Моторошний вечір з життя Т. Г. Шевченка» («Пчела», 1878, № 5; деякі дослідники висловлюють сумнів у достовірності викладених у них фактів), «Сторіночка зі спогадів про Полтаву» («Семья и школа», 1877, № 9, книга 1), а також розповіді про своє перебування у Сербії й Чорногорії в 1860-х роках.
Писала і для дітей: етнографічні нариси «Рідні картинки» (1878, один присвячено Полтаві), збірка оповідань «Троянди й колючки» (1884) та ін.
Досконало знаючи польську мову, перекладала російською мовою твори Елізи Ожешко, Юзефа Крашевського.

### Основні публікації
- Заметка на статью г. Колмогорова [в «Сыне Отечества» за 1859 год, № 42)]: О публичных лекциях в хозяйственном образовании женщин // Русский Мир. — 1859. — № 62.
- Дневник княгини Хмуровой: Повесть // Пчела. — 1875. — № 18—21
- Молчальник: Рассказ моей кузины // Пчела. — 1875. — № 34—35.
- Несколько слов о Т. Шевченке // Пчела. — 1875. — № 42.
- Знакомство с Погодиным // Пчела. — 1876. — № 1.
- Миссионеры нашего времени // Пчела. — 1876. — № 22.
- Сея: Старопольская народная легенда // Пчела. — 1878. — № 2.
- Жуткий вечер из жизни Т. Г. Шевченка // Пчела. — 1878. — № 5.
- О псковичах // Пчела. — 1878. — № 10, 11.
- Сила моды // Женское Образование. — 1878. — № 4.
- Ласточкино горе: Рассказ // Семейные Вечера. — 1878. — Книга 6.
- Заколдованное царство // Еженедельное Новое Время. — 1879. — Т. II. — С. 411.
- Из быта наших фельдшериц // Еженедельное Новое Время. — 1879. — Т. II. — С. 482.
- Дионисия Федоровна: Рассказ // Игрушечка. — 1880. — № 31—32.
- Родные картинки: Этнографические очерки для детей старшего возраста. — Санкт-Петербург, 1881.
- Розы и шипы: Восемь рассказов для детей. — Санкт-Петербург, 1884.

Крім того, статті та практичні нотатки Лободи друкували такі видання: «Живописное Обозрение», «Мысль», «Свет», «Нева», «Детское Чтение», «Семья и Школа», «Сельское Чтение», «Друг Народа», «Здоровье», «Врачебные Ведомости».